# Elizabeth Gaskell
Elizabeth Cleghorn Gaskell, även känd som Mrs Gaskell, född Stevenson 29 september 1810 i Chelsea, London, död 12 november 1865 i Holybourne, Hampshire, var en brittisk författare. 
Gaskells romaner utgör detaljerade beskrivningar av livet för flera skikt av det viktorianska samhället, även de mycket fattiga, och är därför av intresse både för historiker såväl som litteraturintresserade. Gaskells The Life of Charlotte Brontë publicerades 1857 och var den första biografin om Brontë. Några av Gaskells mest kända romaner är Cranford (1851–1853), Margareta eller norra och södra England (1854–1855), och Hustrur och döttrar (1865).

## Biografi
Elizabeth Gaskell blev moderlös vid ett års ålder; fadern var skotsk tjänsteman i engelska finansdepartementet. Hon växte upp hos sin moster i Knutsford nära Manchester. Efter att hon gift sig med den frikyrklige pastorn William Gaskell, bosatte de sig i Manchester. William Gaskell och hennes egen släkt bekände sig till unitarismen. 
Hennes första roman Mary Barton (1848) tog parti för arbetarklassen. Boken hade utgivits under pseudonym men hennes identitet blev snart avslöjad. Charles Dickens övertalade henne att medverka i hans litterära tidskrift.  
I boken Ruth (1853) angrep hon dubbelmoralen vad gällde ”fallna” kvinnor, hävdade det oäkta barnets rättigheter och försökte återupprätta den fallna kvinnans ställning i samhället. Elizabeth Gaskell var beredd på att boken skulle väcka protester, men den storm av ovilja och hån som hon utsattes för blev långt häftigare än hon hade räknat med. Hon drabbades av en depression och tappade självförtroendet. Någon mer tendensroman skrev hon aldrig. Hon drog på sig hot om ärekränkning från personer hon hade angripit i biografin över Charlotte Brontë. 
Gaskell reste mycket utomlands. 1864 utkom Franskt liv, som var en studie i främmande seder. Sin sista roman, Hustrur och döttrar (1865), skrev hon till viss del i Paris. Det sista kapitlet hann hon aldrig skriva. 

## Verk

### Skönlitteratur
- Mary Barton (roman, 1848)
  - Mary Barton: en berättelse om lifvet i Manchester (anonym översättning, Bonnier, 1854)
- The Moorland Cottage (roman, 1850)
- Cranford (roman, 1851–1853)
  - Småstadsliv i Cranford (översättning Karin Jensen, Wahlström & Widstrand, 1926)
  - Cranford: en småstadsidyll (översättning Cilla Johnson, Sohlman, 1960)
- Ruth (roman, 1853)
  - Ruth (anonym översättning, 1853–1854)
- Half a Life-time Ago (noveller, 1855)
- North and South (roman, 1855)
  - Margareta eller norra och södra England (anonym översättning, Huldberg, 1856)
- The Grey Woman (gotisk novell, 1861)
  - Den grå damen (översättning Paul Askelöf, Nordiska förlaget, 1912)
- Sylvia’s Lovers (roman, 1863)
- Cousin Phillis (kortroman, 1864)
  - Kusin Phillis (översättning Karin Alin, Tiden, 1960)
- Wives and Daughters (roman, 1865)
  - Hustrur och döttrar: en vardagsberättelse (översättning Gun-Britt Sundström, Bonnier, 2007)
- Gothic tales (samling gotiska berättelser, bland andra "The Grey Woman", 2000)

Ej identifierad svensk översättning
- I Duncombe: första åren af m:r Harrison's praktik: novell (anonym översättning, Flodin, 1866)

### Biografier
- The Life of Charlotte Brontë, (1857)